# Lost Girls (film)
Lost Girls és una pel·lícula de misteri i drama nord-americana de l'any 2020, dirigida per Liz Garbus, a partir d'un guió de Michael Werwie, basada en el llibre del mateix nom de Robert Kolker. Amb la participació d'Amy Ryan, Thomasin McKenzie, Lola Kirke, Oona Laurence, Dean Winters, Miriam Shor, Reed Birney, Kevin Corrigan i Gabriel Byrne.
Es va estrenar al Festival de Cinema de Sundance el 28 de gener de 2020 i es va estrenar el 13 de març de 2020 per Netflix.

## Sinopsi
Mari Gilbert impulsa sense parar els agents de la policia a buscar la seva filla desapareguda i, en el procés, porta a la llum pública una onada d'assassins no resolts de joves treballadores sexuals a les illes de la riba sud de Long Island comesos pel que seria conegut com a "assassí en sèrie de Long Island".

## Repartiment
- Amy Ryan com Mari Gilbert
- Thomasin McKenzie com a Sherre Gilbert
- Gabriel Byrne com a comissari Richard Dormer
- Oona Laurence com a Sarra Gilbert
- Lola Kirke com Kim
- Miriam Shor com a Lorena
- Reed Birney com a doctor Peter Hackett
- Kevin Corrigan com a Joe Scalise
- Rosal Colon com Selena Garcia
- Dean Winters com Dean Bostick
- Sarah Wisser com Shannan Gilbert
- Austyn Johnson com a jove Shannan Gilbert
- Molly Brown com Missy[1]

## Producció

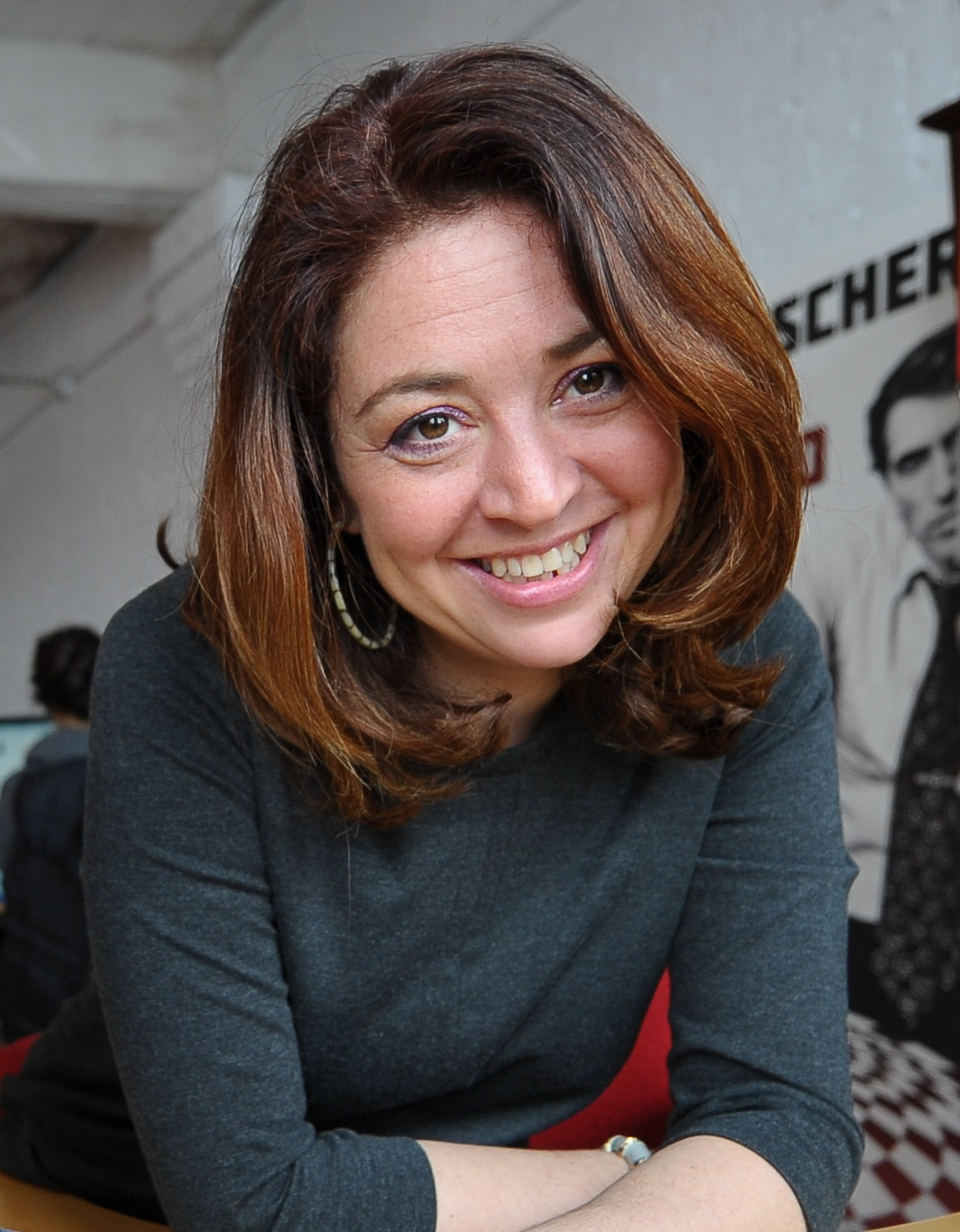
La directora del film Liz Garbus.

El març de 2016, es va anunciar que Liz Garbus dirigiria la pel·lícula, a partir d'un guió de Michael Werwie basat en la novel·la del mateix nom de Robert Kolker. Kevin McCormack, David Kennedy, Rory Koslow, Amy Nauiokas i Anne Carey serien els productors de la pel·lícula, mentre que Pamela Hirsch produirà executivament la pel·lícula, distribuïda per Amazon Studios. El febrer de 2017, Sarah Paulson es va incorporar al repartiment de la pel·lícula. El maig del 2018, Amy Ryan es va incorporar al repartiment de la pel·lícula, en substitució de Paulson, amb Netflix distribuint la pel·lícula. L'octubre de 2018, Thomasin McKenzie (que va abandonar Top Gun: Maverick per treballar a la pel·lícula), Gabriel Byrne, Oona Laurence, Lola Kirke, Miriam Shor, Reed Birney, Kevin Corrigan i Rosal Colon es van incorporar al repartiment de la pel·lícula.

### Filmació
El rodatge principal de la pel·lícula va començar el 15 d'octubre de 2018 a la ciutat de Nova York.

## Estrena
Es va estrenar al Festival de Cinema de Sundance el 28 de gener de 2020, i es va estrenar el 13 de març de 2020 per Netflix.

## Recepció crítica
Lost Girls mantingué una qualificació d'aprovació del 74% al lloc web agregador de revisions Rotten Tomatoes, basat en 27 ressenyes, amb una mitjana ponderada de 6,1/10. Pel que fa a Metacritic, la pel·lícula va tenir una classificació de 69 sobre 100, basat en 13 crítiques, cosa que indicà "crítiques generalment favorables".